# Psammechinus
Genre
Psammechinus est un genre d'oursins de mer (embranchement des échinodermes).

## Description
Ce sont de petits oursins réguliers, ronds et légèrement aplatis, fréquents sur les côtes françaises. Ils mesurent environ 6 cm de diamètre à l'âge adulte, ont des couleurs pâles et sont pourvus de puissants podia qui leur permettent d'évoluer à leur aise sur des parois difficiles (pente, courant) ; pour cette raison ils sont surnommés « oursins grimpeurs ».
Leur test est caractérisé par certaines spécificités : le disque apical est dicyclique, les ambulacres sont trigéminés avec des paires de pores formant des bandes verticales, chaque plaque ambulacraire ou interambulacraire porte un unique tubercule primaire entouré de tubercules secondaires, les encoches buccales sont réduites, les radioles sont solides et pointues, mais ne dépassent pas la moitié du diamètre du test en longueur.

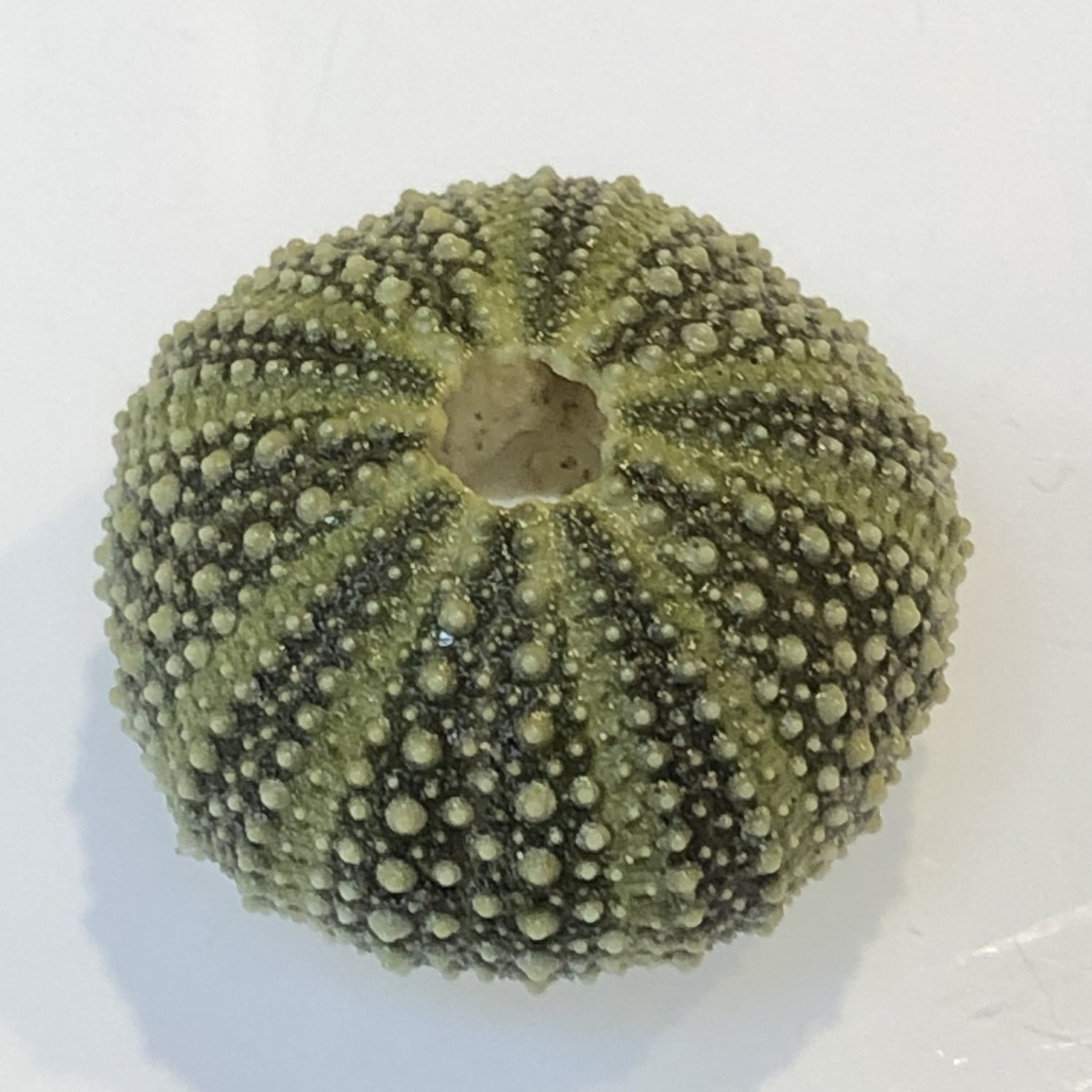
Test de Psammechinus miliaris.

Ces oursins semblent être apparus au Miocène, et on en trouve exclusivement en Atlantique Est et en Méditerranée.
Les espèces connues sont comestibles.

## Liste d'espèces
Selon DORIS, le NHM et World Register of Marine Species (01/10/2013) :
- Psammechinus miliaris (P.L.S. Müller, 1771) -- Oursin grimpeur
- Psammechinus microtuberculatus (Blainville, 1825) -- Oursin vert

Ces deux espèces très proches (et souvent confondues) se rencontrent sur les côtes françaises : P. microtuberculatus en Méditerranée et dans l'Atlantique jusqu'en Galice, et P. miliaris à partir de la Galice et jusqu'en Mer du Nord.

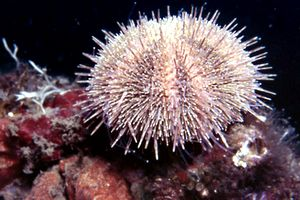
Psammechinus microtuberculatus
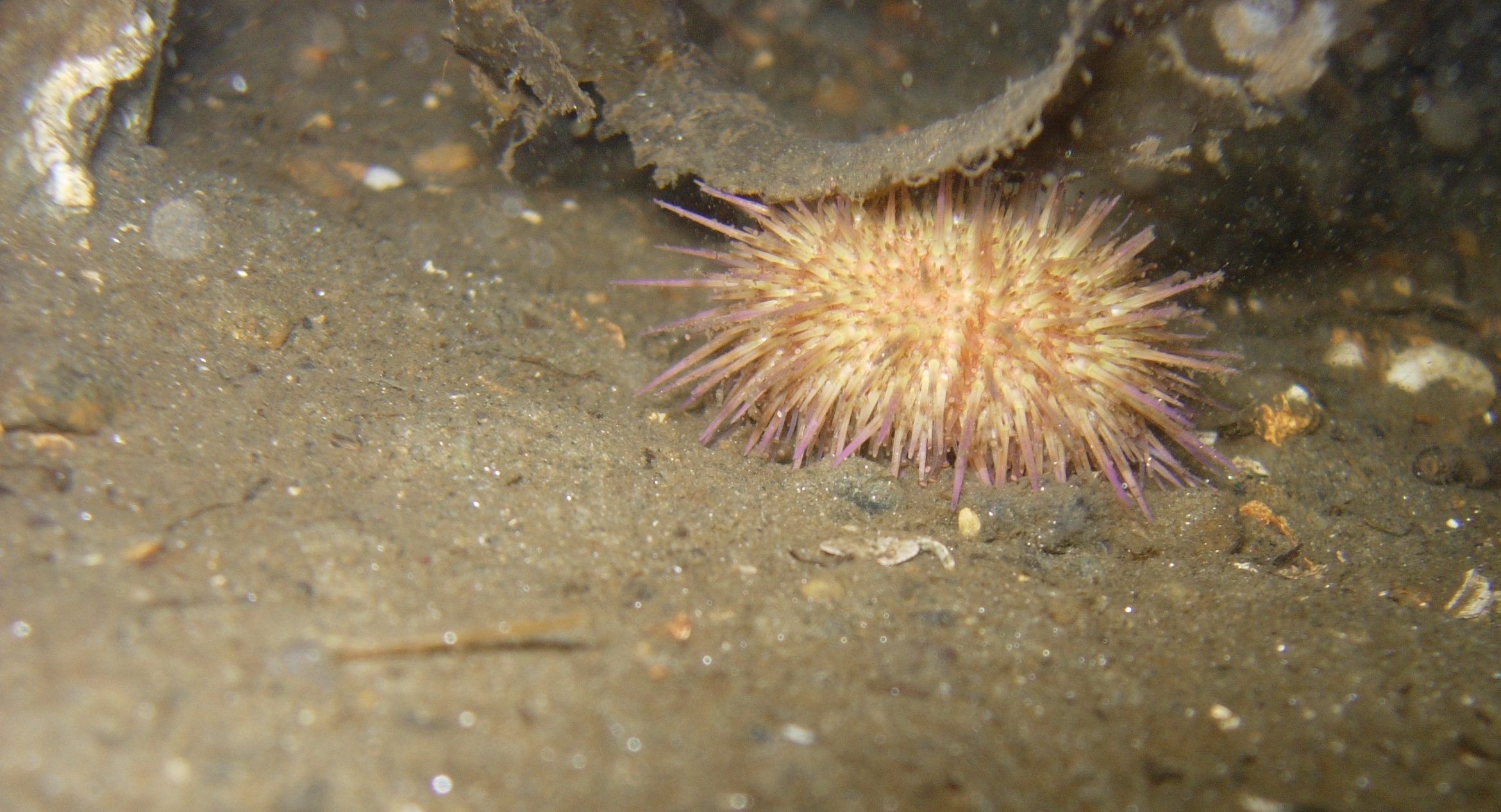
Psammechinus miliaris